# 俞成华
俞成华（1901年1月5日—1956年4月13日）1936年－1956年间上海教会的长老，倪柝声的重要同工之一，在1950年代的政治风暴中因信仰殉道。
1901年1月5日（清光绪二十六年农历十一月十五日），俞成华出生在浙江省新昌县的基督徒家庭，是家中的次子（另外还有两个姐姐），父亲俞封泉（又名俞和全）是当地一名铁匠，原先酷愛賭博，因信仰基督改變。是一名信仰坚定的基督徒，经受过1900年义和团事变的考验。由于身材高瘦，主日聚会时，为了不挡别人的视线，总是坐在最末排。他送两个儿子到当地教会学校读书，希望他们将来长大后从事医生职业。
1919年，俞成華在新昌內地會受浸。1927年，俞成华毕业于上海圣约翰大学医学院，这所学校以英语水平高著称。毕业后，俞成华一面在虹口同仁醫院作眼科医生，一面带职事奉。1928年，在任職期間，生了一場严重的肺病，休養二月餘，一天下午在家中天井看見自己的罪，徹底認罪後並在主日禮拜中向眾人認罪，經歷徹底重生。
在重生得救後，俞成華熱心追求，並有心前往聖經學院就讀。為尋求神的旨意，一位姓張的弟兄（可能是張光榮）將他引薦給倪柝聲，並從倪獲得幫助。1933年，俞成华前往湖南长沙，在湘雅医院担任眼科主任。
1936年，应倪柝声的要求，俞成华放弃在湘雅医院的高薪职位（月薪175元），回到上海，一边开设私人诊所，一边担任长老带领教会。
在上海期间，俞成华陆续翻译了劳伦斯弟兄的《与神同在》（The Practice of the Presence of God，1937年翻译出版）和盖恩夫人传记《馨香的没药》（1938年翻译出版）等国外属灵名著，都属于內里生命派或奥秘派，由上海福音书房出版。在教会里兴起追求內里生命的空气。

1946年，抗战结束之后，他和汪佩真恢复上海教会的聚会。
1950年代初，俞成华曾在福州接替倪柝声，负责鼓岭训练的后期工作。1951年3月在土改运动中，曾由于簽名問題而被拘禁。
1956年1月29日，包括俞成华在内的上海教会的十几个負責人一同被关押在南阳路聚会所隔离审查，要求交代倪柝声的问题。他始终拒絕控訴任何人，以求良心平安。20天后被关进提篮桥监狱拘留审查。由于接受日夜轮流审讯，睡眠不足，俞成华的身体状况迅速恶化，昏迷了三次，4月12日被保外就医，4月13日在上海宏仁医院去世。

## 後代[4][5]
- 女儿俞崇愛（1923－）
- 长子俞崇恩（1926－2015）长媳梁尚仁（1927－2016），合葬於加利福尼亞州洛杉磯縣惠提爾市玫瑰岗纪念公园墓地
- 次子俞崇信（1929－）
- 三子俞崇義（1933－1961）
- 四子俞崇架（1935－）
- 五子俞崇耀（1945－）

## 传记
- 俞崇架：《至圣所内生活》

## 名言
倪柝聲說，俞成華常說：

「今天的聖經比昨天更寶貝。」

## 译著
- 《馨香的没药》（盖恩夫人传记）1938年7月2日完成
- 盖恩夫人：《简易祈祷法》
- 盖恩夫人：《由死亡得生命》
- 盖恩夫人：《盖恩夫人的信》
- 芬奈伦：《圣徒金言》
- 劳伦斯弟兄：《与神同在》
- 劳伦斯弟兄：《属灵格言》
- 《盖恩夫人全传》（只译过前十一章，未及出版，又在文革抄家中失落。但前二章手稿在他人手中幸存。2011年，在其长子俞崇恩弟兄的关怀与鼓励下，全传被另一位译者翻译成中文，在美国出版，名为《盖恩夫人自传全译本》，分成上册 （页面存档备份，存于）和下册 （页面存档备份，存于））